# Ronnie Ray Smith
Ronald „Ronnie“ Ray Smith (* 28. März 1949 in Los Angeles; † 31. März 2013 ebenda) war ein  US-amerikanischer Sprinter und Olympiasieger.

## Laufkarriere
Smith war 1,82 m groß und wog 79 kg. In seiner Collegezeit startete er für die San José State University. Nach dem College startete er für die Southern California Striders.
Bei den US-amerikanischen Meisterschaften am 20. Juni 1968 in Sacramento wiederholte Ronnie Ray Smith im Halbfinale des 100-Meter-Laufs die damalige Weltbestzeit von 9,9 s, die Jim Hines und Charles Greene zuvor in den Zwischenläufen bereits erzielt hatten – das erstmalige Durchbrechen der 10-Sekunden-Schallmauer in der Geschichte des Laufsports. Der Rückenwind betrug nur 0,78 km/h, allerdings war die Laufbahn, wie sich hinterher herausstellte, elf Zentimeter zu lang.
Bei den Olympischen Spielen 1968 in Mexiko-Stadt siegte Smith mit der US-amerikanischen 4-mal-100-Meter-Staffel gemeinsam mit Charles Greene, Mel Pender und Jim Hines in der Weltrekordzeit von 38,2 s.